# Czadrów (przystanek kolejowy)
Czadrów – zamknięty w 1954 roku przystanek osobowy a dawniej stacja kolejowa w Czadrowie na linii kolejowej nr 330, w województwie dolnośląskim, w Polsce.